# El Mariel
| Đánh giá chuyên môn | Đánh giá chuyên môn |
| Nguồn đánh giá      | Nguồn đánh giá      |
| Nguồn               | Đánh giá            |
| ------------------- | ------------------- |
| Allmusic            | link                |
| HipHopDX.com        | link                |
| Los Angeles Times   | link                |
| RapReviews.com      | (8.0/10) link       |
| Rolling Stone       | link                |
| XXL                 | (L) link            |

El Mariel là album phòng thu thứ hai của nam ca sĩ nhạc rap người Mỹ gốc Cuba Pitbull. Album được sản xuất bởi Lil Jon, Diaz Brothers, DJ Khaled, Mr. Collipark, The Neptunes, Jim Jonsin cùng với sự góp giọng của Lil Jon, Twista và Trick Daddy. Album được phát hành vào ngày 31 tháng 10 năm 206 nhưng đã bị tuồn lên mạng trước đó vào ngày 27 tháng 10 năm 2006.
El Mariel ra mắt trên bảng xếp hạng Billboard 200 tại vị trí thứ 17, với 48,000 bản được tiêu thụ trong tuần đầu tiên, và đây cũng là vị trí cao nhất mà album đã đạt được trên bảng xếp hạng này.

## Danh sách ca khúc
1. "Allright Intro"
2. "Miami Shit"
3. "Come See Me"
4. "Jealouso" - 4:03
5. "Qué Tú Sabes D'eso" (hợp tác với Fat Joe & Sinful)
6. "Fademaster Skit" - 0:37
7. "Be Quiet"
8. "Ay Chico (Lengua Afuera)"
9. "Fuego"
10. "Rock Bottom" (hợp tác với Bun B & Cubo)
11. "Amanda Diva Skit"
12. "Blood Is Thicker Than Water" (hợp tác với Redd Eyezz)
13. "Jungle Fever" (hợp tác với Wyclef Jean & Oobie)
14. "Hey You Girl"
15. "Raindrops" (hợp tác với Anjuli Stars)
16. "Voodoo"
17. "Descarada (Dance)" (hợp tác với Vybz Kartel)
18. "Dime Remix" (hợp tác với Ken-Y)
19. "Bojangles Remix" (hợp tác với Lil Jon & Ying Yang Twins)
20. "Born-N-Raised" (DJ Khaled hợp tác với Pitbull, Trick Daddy, & Rick Ross)
21. "Outro"
22. "We Run This" - 3:29

- DVD tặng kèm bản Best Buy

1. The Making of El Mariel
2. Bojangles (Remix) Video
3. Bojangles Live Performance Video
4. La Esquina: Trading Races